# Rane ljudske migracije
Rane ljudske migracije počele su kada se premoderni Homo erectus prvi put preko Levantskog koridora i Afričkog roga iselio iz Afrike u Euroaziju prije oko 1,8 milijuna godina. Ekspanziju H. erectusa iz Afrike slijedila je ona H. antecessora u Europu prije oko 800 000 godina, te H. heidelbergensisa (koji je najvjerojatnije bio predak modernih ljudi i Neandertalaca) prije oko 600 000 godina. Preci H. sapiensa evoluirali su u moderne ljude (tj. našu podvrstu H. sapiens sapiens) prije oko 200 000 godina u Africi.
Do migracija iz Afrike došlo je nešto kasnije. Prije oko 125 000 godina moderni ljudi dospjeli su do Bliskog Istoka, odakle su se kasnije raširili po Aziji i Europi. Od Bliskog Istoka te su se populacije proširile istočno do Južne Azije do prije 50 000 godina, te do Australije do prije 40 000 godina, kada je H. sapiens po prvi put dospio na teritorij prethodno nenastanjen H. erectusom. H. sapiens je kročio u Europu prije 43 000 godina, te na kraju zamijenio populaciju neandertalaca. U Istočnoj se Aziji nastanio prije 30 000 godina.
Točno vrijeme migracije u Sjevernu Ameriku nije sa sigurnošću utvrđeno; moguće je da je do njega došlo prije oko 30 000 godina, a možda i kasnije, prije 14 000 godina. Kolonizacija tihooceanski otočja Polinezije počela je pr. n. e., a završena je 900. godine naše ere. Preci Polinezijaca napustili su Tajvan prije oko 5200 godina.
Istraživanje ranih ljudskih migracija znatno se razvilo od 1980-ih zbog napretka u polju arheogenetike.

## Rani ljudi (prijeHomo sapiensa)
Rani pripadnici roda Homo, Homo ergaster, Homo erectus i Homo heidelbergensis, tijekom ranog su se pleistocena (prije oko 1,9 milijuna godina) odselili iz Afrike, moguće kao rezultat saharske pumpe, te su se proširili po većini Starog svijeta, sve do Jugoistočne Azije. Vrijeme prvobitnog širenja izvan Afrike u biti se podudara s pojavom Homo ergastera u fosilnim zapisima i prvom pojavom punog dvonožnog kretanja, a također se javlja oko pola milijuna godina nakon pojave samog roda Homo i kamenih alata olduvanske kulture. Ključna nalazišta za te rane afričke migracije i su Riwat u Pakistanu (~2 mil. god.?), Ubeidiya u Levantu (1,5 mil. god.) i Dmanisi na Kavkazu (1,81 ± 0,03 mil. god., p = 0,05).
Kina je nastanjena prije više od milijun godina, već 1,66 milijuna gododina prije današnjice kako pokazuju kameni artefakti pronađeni u Xiaochangliangu.
Kameni alati pronađeni na nalazištu Xiaochangliang stari su 1,36 milijuna godina.
Arheološko nalazište Xihoudu u pokrajini Shanxi sadrži najraniji zabilježeni trag korištenja vatre od strane Homo erectusa, prije 1,27 milijuna godina.
Jugoistočna Azija (Java) naseljena je prije 1,7 milijuna godina (Meganthropus). Zapadna Europa naseljena je prije 1,2 milijuna godina (Atapuerca).
Robert G. Bednarik predložio je da je Homo erectus možda gradio splavove i tako prelazio preko oceana, no ta je teorija naišla na ozbiljne kritike.

## MigracijeHomo sapiensa
Smatra se da se Homo sapiens pojavio u Istočnoj Africi prije oko 200 000 godina. Najstarije pronađene jedinke ostavile su svoj trag u obliku ostataka u Omu (starosti 195 000 godina) i vrste Homo sapiens idaltu (starosti 160 000 godina), koja je otkrivena na nalazištu središnjeg Avaša u Etiopiji i odatle su se proširili po ostatku svijeta. Egzodus iz Afrike preko Arapskog poluotoka prije oko 125 000 godina doveo je moderne ljude u Euroaziju, pri čemu je jedna grupa počela nastanjivati obalna područja oko Indijskog oceana, a druga migrirala sjeverno u stepe Središnje Azije.

### Unutar Afrike
Najrecentniji zajednički predak svih živućih ljudi po majčinoj liniji, nazvan mitohondrijska Eva, vjerojatno je živio prije 120 do 150 000 godina u Istočnoj Africi, u vrijeme Homo sapiensa idaltu.
Opširno istraživanje genetske raznolikosti u Africi pod vođstvom Dr. Sarah Tishkoff pokazalo je da narod San posjeduje najveću genetsku raznolikost među 113 istraženih populacija, što ih čini jednim od 14 "skupina drevnih populacija". Istraživači su također locirali porijeklo migracija u Jugozapadnoj Africi, u blizini blizu obalne granice Namibije i Angole.
Prije između 100 000 i 80 000 godina odvojile su se tri glavne linije Homo sapiensa. Nositelji mitohondrijske haplogrupe L0 (mtDNK)/A (Y-DNK) kolonizirali su Južnu Afriku (preci kojsanskih naroda); nositelji haplogrupe L1 (mtDNK)/B (Y-DNK) nastanili su Središnju i Zapadnu Afriku (preci zapadnih pigmeja); nosioci haplogrupa L2, L3, i ostalih mtDNK ostali su u Istočnoj Africi (preci govornika nigersko-kongoanskih i nilsko-saharskih jezika).

### Egzodus iz Afrike
Postoje dokazi da su moderni ljudi napustili Afriku barem 125 000 godina prije današnjice koristeći dva različita pravca: dolinom Nila do Bliskog Istoka, barem do današnjeg Izraela (Qafzeh: 120,000–100,000 godina prije današnjice); i drugom preko moreuza Bab-el-Mandeb na Crvenom moru (tada je razina mora bio mnogo niža) do Arapskog poluotoka, nakon čega su se nastanili na mjestima kao što su današnji Ujedinjeni Arapski Emirati (125 000 godina prije današnjice) i Oman (106 000 godina prije današnjice), vjerojatno i Indijski potkontinent (Jwalapuram: 75 000 prije današnjice). Unatoč činjenici da na ta tri mjesta još uvijek nisu pronađeni ljudski ostaci, sličnosti među kamenim alatima pronađenih u Jebel Fayi, Jwalapuramu i nekim afričkim nalazištima ukazuju na to da su njihovi stvoritelji bili moderni ljudi. Ta otkrića mogla bi služiti kao podrška tvrdnji da su moderni ljudi iz Afrike stigli u južnu Kinu 100 000 godina prije današnjice (pećina Zhiren, Zhirendong, grad Chongzuo: 100 000 prije današnjice; i Liujiang hominid: kontroverzno datiran na 139.000–111.000 godina pije današnjice.).
Pošto prethodne migracije iz Afrike nisu ostavile tragove u rezultatima genetskih analiza na kromosomu Y i mtDNK (koji predstavljaju samo mali dio ljudskog genetskog materijala), čini se da ti moderni ljudi nisu preživjeli ili da su preživjeli samo u malim skupinama i asimilirali se. Objašnjenje njihovog izumiranja (ili malenog genetskog otiska) mogla bi biti teorija o katastrofi supervulkana Toba (74 000 prije današnjice). Međutim, neki tvrde da njezin utjecaj na ljudsku populaciju nije bio dramatičan.
Prema teoriji nedavnog afričkog pretka, malena grupa predvođena nosioteljima haplogrupe L3 migrirala je iz Istočne Afrike sjeveroistočno, moguće u potrazi za hranom ili u bjegu od neprijateljskih uvjeta u okolini, te prešla Crveno more prije oko 70 000 godina. Na taj se proces nastavilo nastanjivanje ostatka svijeta. Prema nekim autorima, činjenica da se izvan Afrike mogu naći samo potomci haplogrupe L3 znači da je nekolicina ljudi napustila Afriku u jednoj migraciji do naselja na Arapskom poluotoku. Neki ističu mogućnost da je u kratkom vremenskom razmaku došlo do nekoliko valova širenja iz tog naselja.

### Južna Azija i Australija
Genetski dokazi upućuju na migracije iz Afrike u dva pravca. Međutim, druga istraživanja ukazuju na to da se desila samo jedna migracija, koju je slijedila brza sjeverna seoba jednog dijela te grupe. Nakon što su kročili u Zapadnu Aziju, ljudi koji su ostali na jugu (ili krenuli južnim pravcem) generacijski su se širili po obali Arabije i Perzije dok nisu stigli do Indije. Jedna od grupa koje su otišle prema sjeveru (istočnoazijci su bili druga grupa) krenula je u unutrašnjost kontinenta i proširila se po Europi, ubrzo zamijenivši eandertalce. Također su se iz Središnje Azije doselili u Indiju. Prva grupa krenula je jugoistočnom obalom Azije i stigla do Australije prije između 55 000 i 30 000 godina, pri čemu većina procjena leži između 46 000 i 41 000 godina. Neki novi dokazi pokazuju da se migracija iz Afrike u Jugoistočnu Aziju i Australiju desila prije 60 000 godina. Putevi seoba iz Afrike u Jugoistočnu Aziju bili su mnogobrojni, te se tijekom migracija H. sapiens križao s ostalim vrstama kao što su neandertalci, denisovci i Homo erectus.
Tada je razina mora bio mnogo niža i većina otočnog dijela Jugoistočne Azije bila je jedna kopnena masa poznata kao izgubljeni kontinent Sunda. Doseljenici su vjerojatno nastavili obalnim putem jugoistočno, sve dok nisu stigli do moreuza između Sunde i Sahula, kontinentalne kopnene mase sastavljene od današnje Australije i Nove Gvineje. Najširi jazovi su na Weberovoj liniji i širine su od barem 90 km, što ukazuje na to da su doseljenici imali znanje o pomorskim vještinama. Arhajski ljudi poput Homo erectusa nikad nisu dospjeli u Australiju, iako su prešli Lombokov jaz i stigli čak do Floresa.
Ako su te vremenske procjene ispravne, Australija je nastanjena možda čak i 10 000 godina prije Europe. To je moguće zato što su ljudi izbjegavali hladnije regije sjevera i radije živjeli u toplijim tropskim regijama na koje su bili prilagođeni s obzirom na svoju afričku domovinu. Još jedan dokaz u korist nastanjivanja Australije jest da je, počevši prije 46 000 godina, sva australska megafauna teža od 100 kg izumrla. Tim Flannery i ostali tvrde da su novi doseljenici vjerojatno odgovorni za to izumiranje. Mnoge od tih životinja prilagodile su se životu bez grabežljivaca i postale pitome i ranjive na napade (kao što se kasnije desilo u Sjevernoj i Južnoj Americi). Do nepostojanja "naprednih" alata moglo je doći iz raznih razloga, kao što je na primjer činjenica da nisu imali resurse za izradu kvalitetnih alata, da je okolina zahtijevala drukčije alate za preživljavanje ili da je s povećanjem odvojenosti od svojih predaka ta grupa ljudi izgubila znanje o izradi složenih alata.
Dok su neki doseljenici prešli u Australiju, ostali su nastavili istočno duž obale Sunde i na kraju skrenuli sjeveroistočno do Kine i dospjeli do Japana, ostavivši trag u obliku obalnih naselja. Ta obalna migracija ostavlja svoj trag u mitohondrijskim haplogrupama koje su potekle od haplogrupe M, te kod kromosoma Y haplogrupe C. Nakon toga migracijski su se putevi okrenuli prema unutrašnjosti kontinenta, što je vjerojatno dovelo moderne ljude u doticaj s arhajskim ljudima kao što je H. erectus. Nedavna genetska istraživanja ukazuju na to da su Australija i Nova Gvineja nastanjene u samo jednoj migraciji iz Azije. Kopneni most koji je povezivao Novu Gvineju i Australiju potopljen je prije oko 8000 godina, čime je došlo do izolacije populacija na tim dvjema kopnenim masama.

### Europa
Smatra se da su Europu kolonizirali putnici koji su krenuli sjeverozapadno iz Središnje Azije i Bliskog Istoka. Kada su prvi anatomski moderni ljudi stupili na europsko tlo, neandertalci su već bili prisutni. Postoje dokazi da su se populacije modernih ljudi miješale s neandertalskim populacijama, iako većina dokaza upućuje na to da je križanje bilo ograničeno, te da nije došlo do potpunog spajanja. Populacije modernih ljudi i neandertalaca na mnogim su se mjestima preklapale, kao što je to slučaj s Iberijskim poluotokom i Bliskim Istokom; dokazano je da je zbog miješanja u genomu paleolitskih (i u krajnjoj liniji modernih) Euroazijaca i stanovnika Oceanije prosutna određena količina neandertalskih gena.
Bitna razlika između Europe i ostalih dijelova naseljenog svijeta je njena sjeverna geografska širina. Arheološki ostaci ukazuju na to da su ljudi, bilo neandertalci ili kromanjonci, dosegli prostore arktičke Rusije prije 40 000 godina.
Oko 20 000 godina prije današnjice, 10 000 godina nakon izumiranja neandertalaca, došlo je do posljednjeg glacijalnog maksimuma, koji je prisilio stanovnike sjeverne hemisfere na preseljavanje u nekoliko skloništa (poznatih kao refugiji u populacijskoj biologiji) do kraja tog razdoblja. Za te se populacije, bilo da su se miješale s neandertalcima ili ne, smatra da su obitavale u tim hipotetskim skloništima sve do kraja glacijalnog maksimuma i da su kasnije nastanile Europu, pri čemu su arhajske povijesne populacije njihovi potomci. Alternativni pogled je da su populacije modernih Europljana potekle od neolitskih populacija s Bliskog Istoka koje su ostavile izražen trag na tom području. Debata o porijeklu Europljana sročena je u smislu kulturne difuzije nasuprot demičke difuzije. Arheološki i genetički podaci snažno podržavaju demičku difuziju, tj. da se tijekom posljednjih 12 000 godina populacija proširila s Bliskog Istoka. Znanstveni genetički koncept poznat kao "Time to Most Recent Common Ancestor" (TMRCA) koristi se za opovrgavanje demičke difuzije u korist kulturne difuzije.

#### Migracija kromanjonaca u Europu
Kromanjonci se smatraju prvim anatomski modernim ljudima u Europi. Stupili su na tlo Euroazije preko Arapskog poluotoka prije oko 60 000 godina, pri čemu je jedna grupa ubrzo počela nastanjivati obalna područja oko Indijskog oceana, a druga se preselila sjeverno u Središnju Aziju.
Sekvencija mitrohondrijske DNK dva kromanjonca iz špilje Paglicci u Italiji, starosti od oko 23 000 i 24 000 godina (Paglicci 52 i 12), identificirala je mtDNA kao haplogrupu N, tipičnu za tu posljednju skupinu. Kontinentalna grupa predstavlja pretke i Sjevero- i Istočnoazijaca, Europeida i velikog dijela bliskoistočne populacije. Migracije s područja Crnog mora u Europu počele su prije nekih 45 000 godina, vjerojatno preko Dunavskog koridora. Do prije 20 000 godina nastanjena je cjelina kontinentalna Europe (osim Skandinavije) koja nije bila prekrivena ledom. Prvi potpuni očuvani ljudski ostaci pronađeni su u obliku mumije Oetzi starosti 3300. pr. Kr., koja je pripadala K1 MitDNK grupi.

#### Suparništvo s neandertalcima
Smatra se da je ekspanzija započela prije 45 000 godina i da je za kolonizaciju Europe trebalo 15 000 godina.
Tijekom tog vremena neandertalci su bili polako istiskivani. S obzirom na to da je trebalo tako mnogo vremena za naseljavanje Europe, čini se da su ljudi i neandertalci bii u stalnoj konkurenciji za teritorij. Neandertalci su bili veći i imali robusniji i teži kostur, što ukazuje na to da su bili fizički snažniji od modernog Homo sapiensa. Pošto su živjeli u Europi već 200 000 godina, bili su bolje prilagođeni tadašnjoj hladnoj klimi. Anatomski moderni ljudi poznati kao kromanjonci, sa superiornom će tehnologijom i jezikom na kraju istisnuti neandertalce, čije je posljednje sklonište bilo na Iberijskom poluotoku. Nakon oko 30 000 godina ostaci neandertalaca nestaju iz fosilnih zapisa, ukazujući na to da je došlo do njihovog izumiranja. Posljednja poznata populacija živjela je oko sustava špilja na zabačenoj obali Gibraltara okrenutoj prema jugu prije 30 000 do 24 000 godina.
Zastupnici hipoteze multiregionalnog porijekla čovjeka već dugo vjeruju da su Europljani potekli od neandertalaca, a ne iz spomenute migracije Homo sapiensa. Drugi su vjerovali da su se neandertalci miješali s modernim ljudima. Istraživači su 1997. uspjeli izdvojiti mitohondrijski DNK iz jedinke neandertalca starog 40 000 godina. Pri usporedbi s ljudskom DNK njegove su se sekvence znatno razlikovale, ukazujući na to da, barem na temelju mitohondrijskog DNK, moderni Europljani ne vode porijeklo od neandertalaca i da nije došlo do miješanja. Neki znanstvenici nastavljaju istraživati autosomni DNK u potrazi za tragovima primjesa neandertalskog DNK.
Trenutni (2010.) genetski dokazi ukazuju na to da je na Bliskom Istoku došlo do miješanja neandertalaca s podvrstom Homo sapiens sapiens (anatomski modernim čovjekom) prije između 80 000 i 50 000 godina, čega je rezultat to da subsaharski Afrikanci nemaju tragova neandertalske DNK, dok Europeidi i Azijati imaju između 1% i 4% neandertalske DNK.

### Središnja i Sjeverna Azija
Mitohondrijske haplogrupe A, B i G nastale su prije oko 50 000 godina, a njihovi nositelji su prije 35 000 godina kolonizirali Sibir, Koreju i Japan. Dijelovi tih populacija preselili su se u Sjevernu Ameriku.

### Amerike
██ Homo sapiens
██ Neandertalci
██ Rani hominidi
Postoji konsenzus među znanstvenicima da su Paleoindijanci potekli iz Središnje Azije i prešli Beringov kopneni most između Sibira i današnje Aljaske. Ljudi su nastanjivali Amerike do kraja posljednjeg glacijalnog razdoblja između 16 000 i 13 000 godina prije sadašnjice. Pojedinosti migracije Paleoindijanaca u i kroz američki kontinent, uključujući i točno vrijeme i puteve kretanja, predmet su istraživanja i diskusija.
Vrijeme prelaska paleoindijanaca preko Beringovog kopnenog mosta predmet je diskusije, ali procjenjuje se na između 40 000 i 16 500 godina prije sadašnjice.
Putevi migracija također su predmet diskusije. Prema tradicionalnoj teoriji ti su se rani putnici kretali kada je razina mora zbog pleistocenskih glacijacija bila znatno niža, slijedeći krda sada izumrle pleistocenske megafaune kroz koridore bez leda, koji su se protezali između laurentidske i kordiljerske ledene ploče. Još jedan predloženi pravac je migracija duž tihooceanske obale (bilo pješke ili čamcima) do Čilea u Južnoj Americi. Arheološki tragovi života na obali tijekom posljednjeg ledenog doba sada su prekriveni morem, čija je razina od tada narasla stotine metara.

## Unutarne poveznice
- Migracija
- Srednji paleolitik
- Gornji paleolitik

## Vanjske poveznice
- Atlas ljudskog putovanja - National Geographic. Pristupljeno 18. kolovoza 2014.
- Putovanje ljudskog roda - Genetska karta - Zaklada Bradshaw. Pristupljeno 18. kolovoza 2014.